# ID3 (ген)
ID3 (англ. Inhibitor of DNA binding 3, HLH protein) – білок, який кодується однойменним геном, розташованим у людей на короткому плечі 1-ї хромосоми.  Довжина поліпептидного ланцюга білка становить 119 амінокислот, а молекулярна маса — 12 999.
| 10         |  | 20         |  | 30         |  | 40         |  | 50         |
| ---------- |  | ---------- |  | ---------- |  | ---------- |  | ---------- |
| MKALSPVRGC |  | YEAVCCLSER |  | SLAIARGRGK |  | GPAAEEPLSL |  | LDDMNHCYSR |
| LRELVPGVPR |  | GTQLSQVEIL |  | QRVIDYILDL |  | QVVLAEPAPG |  | PPDGPHLPIQ |
| TAELTPELVI |  | SNDKRSFCH  |  |            |  |            |  |            |

A: Аланін

C: Цистеїн

D: Аспарагінова кислота

E: Глутамінова кислота

F: Фенілаланін

G: Гліцин

H: Гістидин

I: Ізолейцин

K: Лізин

L: Лейцин

M: Метіонін

N: Аспарагін

P: Пролін

Q: Глутамін

R: Аргінін

S: Серин

T: Треонін

V: Валін

Кодований геном білок за функцією належить до репресорів. 
Задіяний у таких біологічних процесах як транскрипція, регуляція транскрипції, біологічні ритми, міогенез, поліморфізм. 
Локалізований у ядрі.